# Hideo Nomo
Hideo Nomo (jap. 野茂 英雄, Nomo Hideo; * 31. August 1968 in Ōsaka, Japan) ist ein ehemaliger japanischer Baseballspieler der Kintetsu Buffaloes der japanischen Nippon-Professional-Baseball-Liga und der US-amerikanischen Major-League-Baseball-Klubs Los Angeles Dodgers, New York Mets, Milwaukee Brewers, Detroit Tigers, Boston Red Sox, Los Angeles Dodgers, Tampa Bay Devil Rays und Kansas City Royals. Nomo spielte die Position des Pitcher, war nach Masanori Murakami der zweite Japaner in der MLB, der erste japanische Werfer mit einem No-Hitter und der erste japanische MLB-All-Star.

## Karriere
Nomo war von seiner Jugend an ein begabter Pitcher, der mit Japan bei den Olympischen Spielen 1988 in Seoul die Silbermedaille holte. 1989 wurde er von den Kintetsu Buffaloes der japanischen Profiliga NPB verpflichtet. Bei den Buffaloes gewann er in fünf Jahren 78 Spiele, verlor nur 43 und warf 1.204 Strikeouts bei einem Earned Run Average von 3,15. Nomo verlangte vergeblich mehr Geld und da japanische Klubs ihre Rookies für zehn Jahre verpflichten, bestanden die Buffaloes auf Einhaltung des Vertrages. Nomo erklärte seine Karriere kurzerhand für beendet (was den Zehnjahresvertrag hinfällig machte) und wechselte 1995 für ein Minimalsalär zu den Los Angeles Dodgers.
Trotz Vorbehaltem wurde er auf Anhieb zu einem der besten MLB-Pitcher, indem er 13 Spiele gewann und nur 6 verlor, einen ERA von 2,54 notierte und 236 Schlagmänner in nur 191,3 Innings mit Strikeout auf die Bank schickte. Er wurde Rookie of the Year der National League und spielte im All-Star-Game. Immer öfter erschienen Banner in Japanisch bei Dodgers-Spielen, und neben der üblichen Bretzeln wurde den Fans Sushi verkauft. Die ihm wegen seines Wechselmanövers vorher feindselige japanische Presse feierte Nomo als „modernen Samurai“, der die Amerikaner mit „japanischen Tugenden“ bei ihrem eigenen Spiel schlug. Das japanische Fernsehen übertrug Nomos Spiele live, und obwohl sie wegen der Zeitverschiebung zu nachtschlafender Zeit kamen, wurden sie eifrig verfolgt.
Bei den Dodgers gewann Nomo in den ersten drei Jahren 43 Spiele und verlor 29, baute aber ab dem Alter von 30 ab. Die Schlagmänner hatten sich auf seine unorthodoxe Wurftechnik (s. u.) eingestellt, aber er blieb bei den Mets, Brewers, Tigers und Red Sox ein ordentlicher Reservist: er gewann 37 Spiele und verlor 35. Als er 2002 wieder zu den Dodgers kam, gewann er noch in drei Jahren 36 Spiele und verlor 30. Seine Karriere ließ er dann bei den Blue Jays und den Royals ausklingen.
Nomo gilt als Wegbereiter von japanischen Stars wie Ichirō Suzuki, Hideki Irabu oder Daisuke Matsuzaka, die ebenfalls von der japanischen NPB in die US-amerikanische MLB wechselten.

## Wurftechnik
Nomo hatte eine unübliche Wurftechnik, die ihm den Spitznamen „Tornado“ einbrachte. In der Wurfvorbereitung (Windup) stellte er sich mit dem Rücken zum Schlagmann, nahm sein Knie fast bis zum Kinn (flamingo-kick) und warf den Ball erst, nachdem er sich um 180 Grad gedreht hatte. Diese unorthodoxe Technik war von Schlagmännern kaum zu lesen und trug zu Nomos hohem Strikeout-Faktor bei. Zudem konnte Nomo einen sehr guten Forkball werfen. Nomos extrem lange Drehbewegung machte ihn aber gegen schnelle Baserunner verwundbar, die gerne Bases gegen ihn stahlen.